# Тит Мессий Экстрикат
Тит Ме́ссий Экстрика́т (лат. Titus Messius Extricatus; умер, предположительно, 11 марта 222 года, Рим, Римская империя) — древнеримский государственный деятель, занимавший в 217 году должность ординарного консула.

## Биография
Происходил из всаднического сословия. Экстрикат идентифицируется с носившим такое же имя префектом анноны 210 года. По всей видимости, он был юридическим советником императора Септимия Севера. После того как Тит был возведен в преторский ранг и включен в состав сената императором Каракаллой, ему, очевидно, было поручено командование легионом, но каким именно, неизвестно. Видимо, это был единственная должность, прежде чем он был признан комитом и другом императора и в 217 году занимал должность ординарного консула вместе с Гаем Бруттием Презентом. В том же году он также был награждён возведением в консулярский ранг.
Довольно необычно, но при императоре Гелиогабала неудивительно, Экстрикат был назначен префектом претория (между 218 и 222 годом). На этом посту он, возможно, был коллегой Антиохиана, и они были, вероятно, теми двумя префектами претория, которые были убиты вместе с Гелиогабалом.